# Cá bống thực sự
Gobiinae, hay còn gọi là cá bống thực sự, là một phân họ của họ Gobiidae.

## Các loài
- Acentrogobius –
- Afurcagobius
- Akko
- Amblyeleotris – Cá bống tôm
- Amblygobius
- Amoya
- Ancistrogobius
- Aphia
- Arcygobius
- Arenigobius
- Aruma
- Asra
- Asterropteryx
- Aulopareia
- Austrolethops
- Barbulifer
- Barbuligobius
- Bathygobius
- Bollmannia
- Bryaninops –
- Buenia
- Cabillus
- Caffrogobius
- Callogobius
- Chriolepis
- Chromogobius
- Corcyrogobius
- Coryogalops
- Coryphopterus
  - Coryphopterus glaucofraenum
- Cristatogobius
- Croilia – Cá bống trần
- Cryptocentroides
- Cryptocentrus – 
  - Cryptocentrus cinctus
  - Cryptocentrus pavoninoides
- Crystallogobius
- Ctenogobiops
- Deltentosteus
- Didogobius
- Discordipinna
- Drombus
- Ebomegobius
- Echinogobius
- Economidichthys
- Egglestonichthys
- Ego
- Elacatinus –
- Eleotrica
- Enypnias
- Evermannia
- Evermannichthys
- Eviota – cá bống lùn
- Exyrias

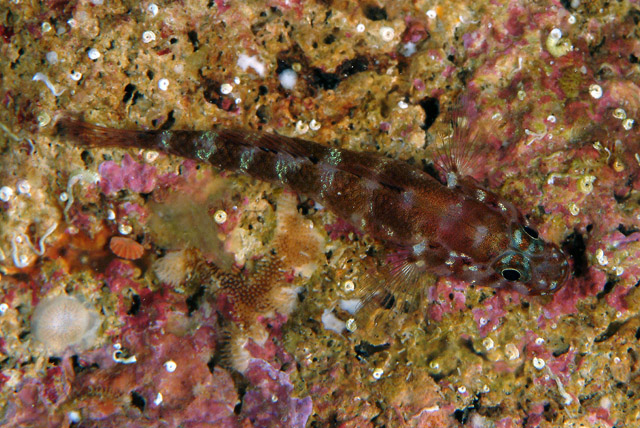
Steinitz's goby (Gammogobius steinitzi)

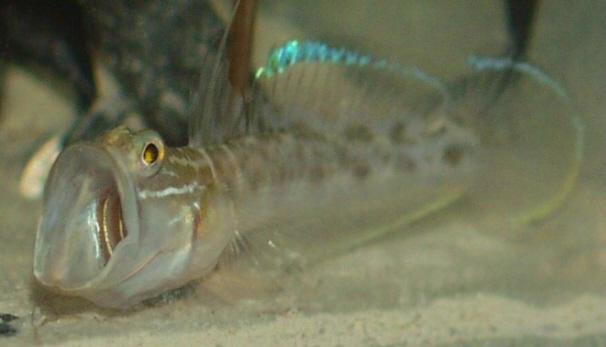
Clown goby (Microgobius gulosus) phồng miệng đe dọa kẻ thù

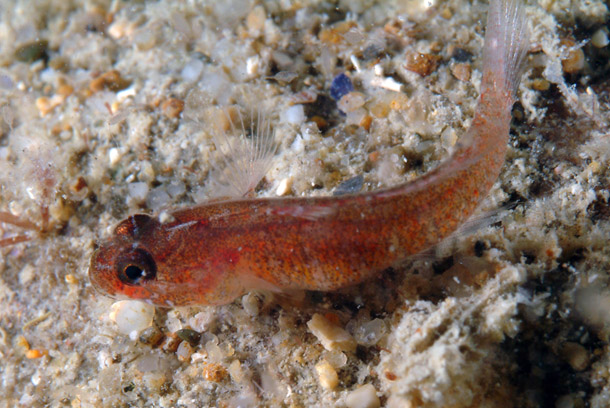
Coralline goby (Odondebuenia balearica)

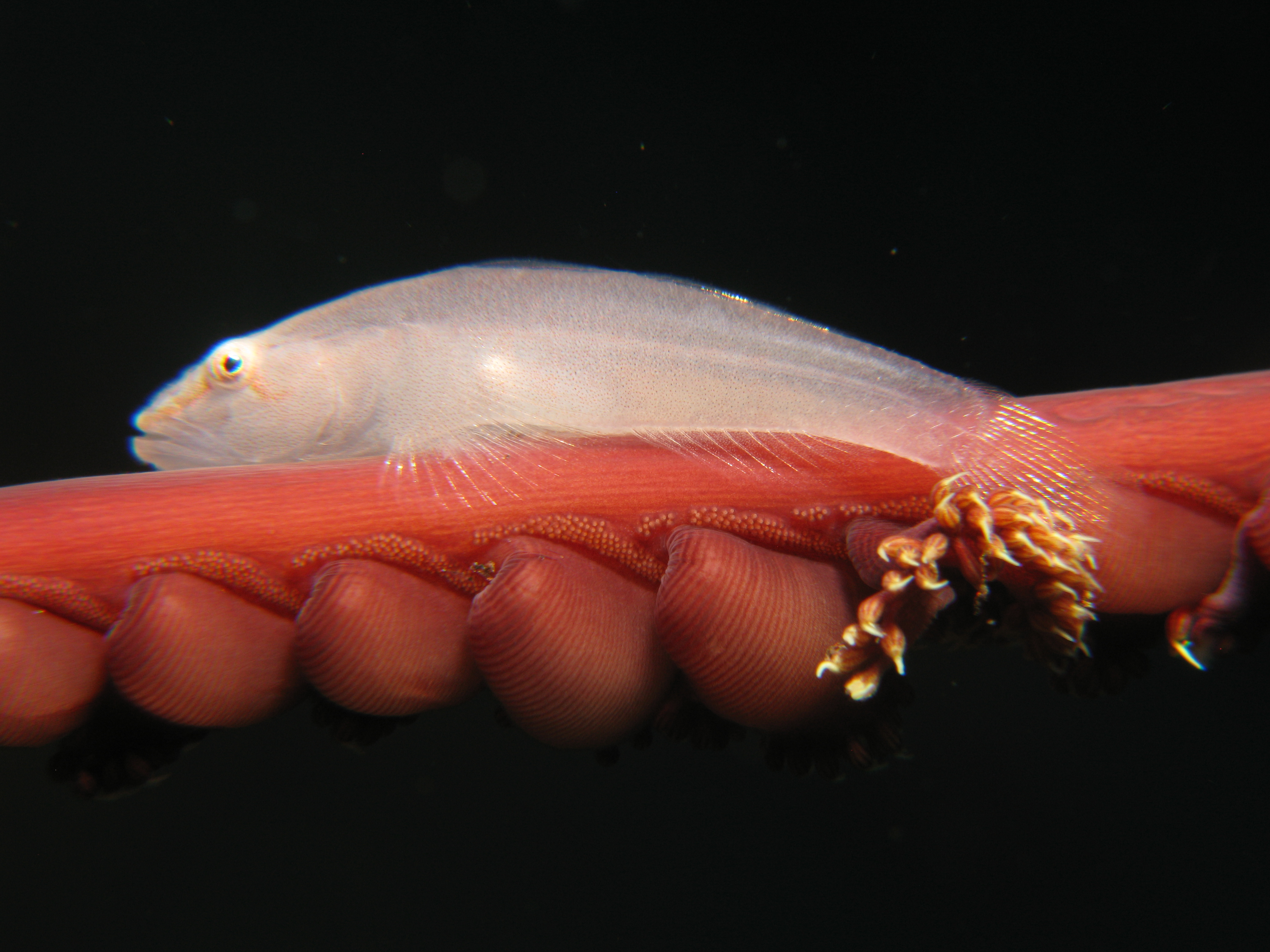
Ghost goby (Pleurosicya boldinghi) on a sea pen

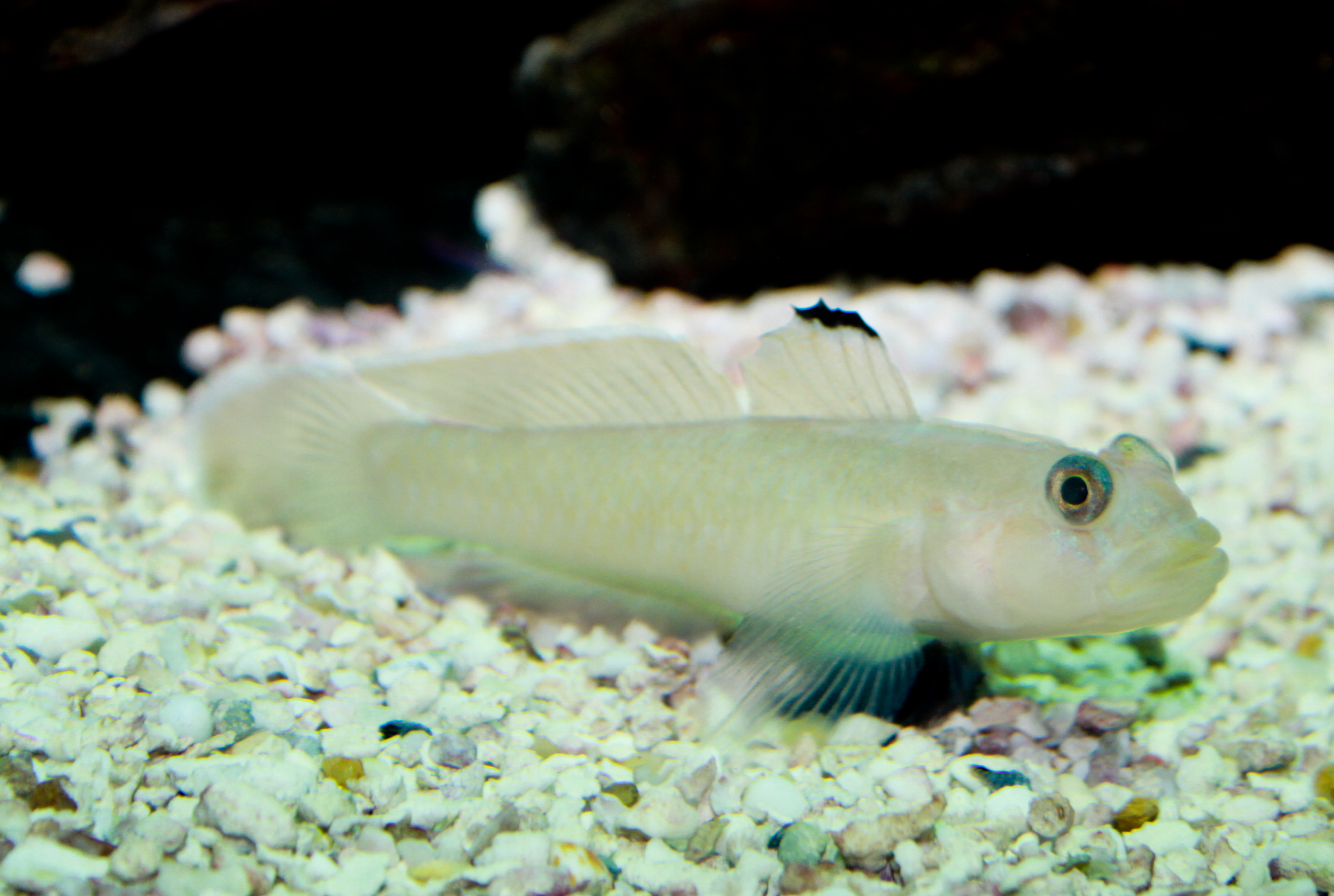
The blackeye goby (Rhinogobiops nicholsii) can change its color, but the black dorsal fin spot remains the same

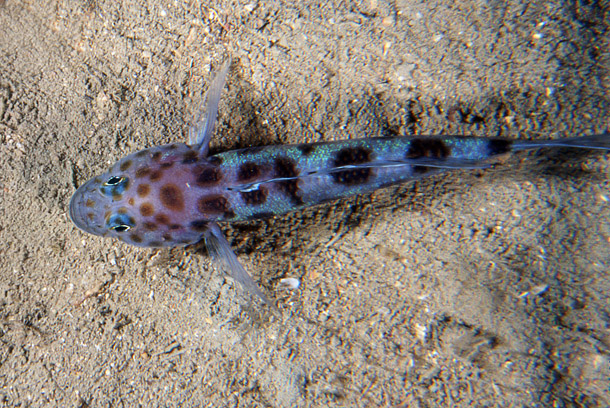
Leopard-spotted goby

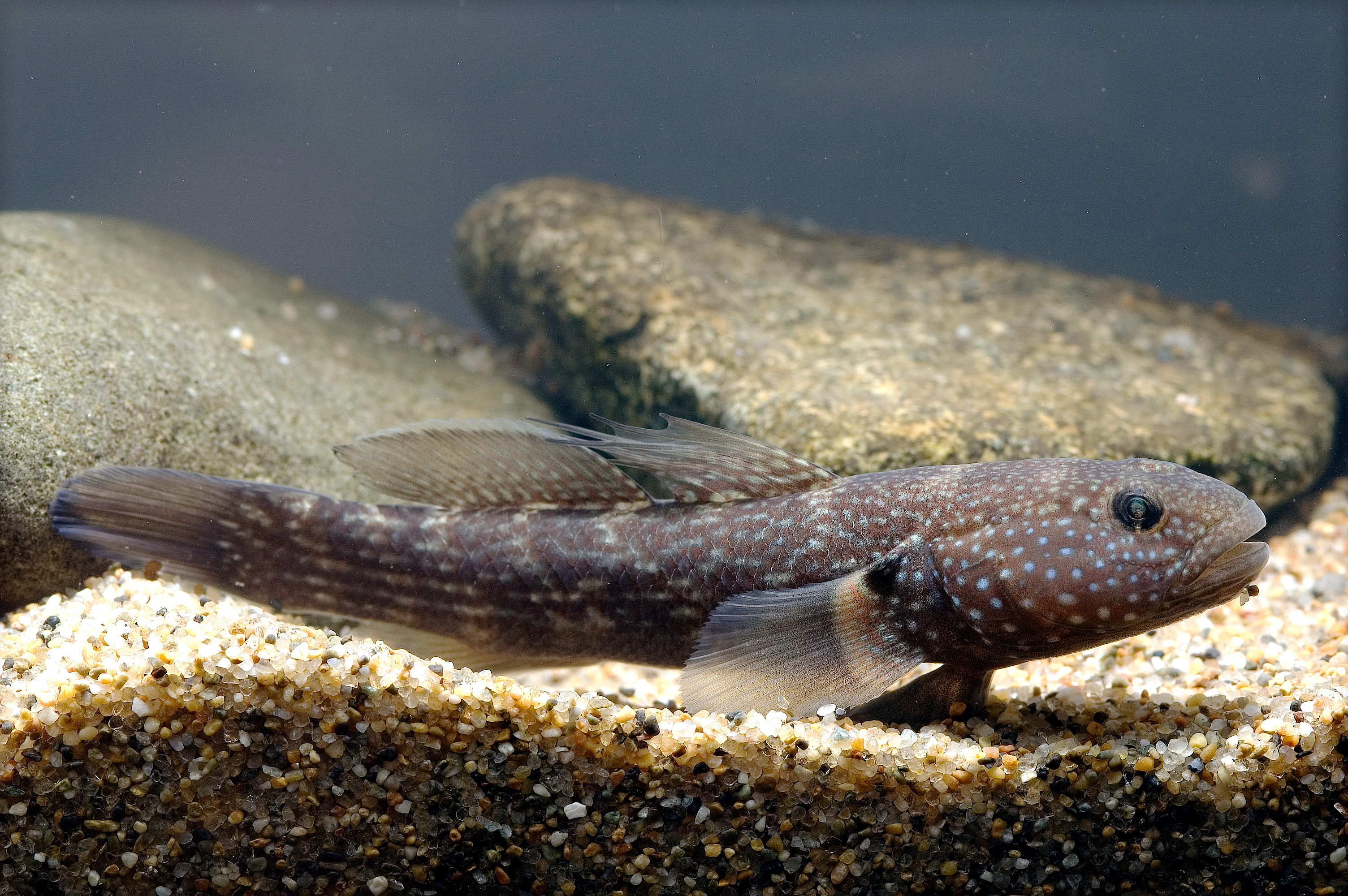
Tridentiger brevispinis

- Favonigobius – Cá bống cát (kể cả Papillogobius)
- Feia
- Fusigobius
- Gammogobius
- Ginsburgellus
- Gladiogobius
- Glossogobius
- Gobiodon –
- Gobiopsis
- Gobiosoma
  - Gobiosoma multifasciatum
- Gobius
- Gobiusculus – Cá bống đốm
- Gobulus
- Gorogobius
- Grallenia
- Gymneleotris
- Hazeus
- Hetereleotris
- Heterogobius
- Heteroplopomus
- Hyrcanogobius
- Istigobius
- Kelloggella
- Knipowitschia – cá bống xuân
- Larsonella
- Lebetus
- Lesueurigobius
  - Lesueurigobius friesii
- Lobulogobius
- Lophiogobius
- Lophogobius
- Lotilia
- Lubricogobius
- Luposicya
- Lythrypnus
  - Lythrypnus dalli
- Macrodontogobius
- Mahidolia (kể cả Redigobius)
  - Mahidolia mystacina
- Mangarinus
- Mauligobius
- Microgobius
- Millerigobius – Cá bống đầu to
- Myersina
- Nematogobius
- Nes
- Nesogobius
- Obliquogobius
- Odondebuenia
- Ophiogobius
- Oplopomops
- Oplopomus
- Opua
- Padogobius
- Palatogobius
- Palutrus
- Parachaeturichthys
- Paragobiodon
- Paratrimma
- Pariah
- Parkraemeria
- Parrella
- Phoxacromion
- Phyllogobius
- Platygobiopsis
- Pleurosicya
- Polyspondylogobius
- Pomatoschistus
- Porogobius
- Priolepis
- Psammogobius
- Pseudaphya
- Psilogobius
- Psilotris
- Pycnomma
- Rhinogobiops – Cá bống mắt đen
- Risor
- Robinsichthys
- Signigobius – Cá bống mắt cua
- Silhouettea
- Siphonogobius
- Speleogobius
- Stonogobiops
  - Stonogobiops dracula
  - Stonogobiops nematodes
  - Stonogobiops yasha
- Sueviota
- Sufflogobius –
- Tasmanogobius
- Thorogobius
- Tomiyamichthys (kể cả Flabelligobius)
- Trimma
  - Trimma cana – Cá bống sọc đỏ
- Trimmatom
  - Trimmatom nanus
- Tryssogobius
- Valenciennea –
- Vanderhorstia
- Vanneaugobius (sớm là Odondebuenia)
- Varicus
- Vomerogobius
- Wheelerigobius
  - Wheelerigobius wirtzi – Cá bống Cameroon
- Yongeichthys
- Zebrus
- Zosterisessor – Cá bống cỏ